# Škotsko goveče
Škotsko goveče je pasmina ruralne stoke. Ona je nastala na Škotskom gorju i na Spoljnim hebridskim ostrvima Škotske, i ima duge rogove i dugu rutavu dlaku. To je izdržljiva pasmina, uzgajana da podnese neumerene vremenske uslove u regionu. Prva knjiga krda datira iz 1885. godine. Dve različita tipa - manji ostrvski tip, obično crn, i veći kopneni tip, obično sivosmeđ - registrovani su kao jedna pasmina. Ova stoka se uzgaja prvenstveno radi govedine, a izvožena je u više drugih zemalja.
Bikovi mogu težiti do 800 kg (1.800 lb), a krave do 500 kg (1.100 lb). Mleko ima visok sadržaj masnoće, a meso može da sadrži manje holesterola u odnosu na neke druge pasmine goveda

## Istorija
Škotsko goveče vodi poreklo od hamitskih dugoroga, koje su u Britaniju doveli neolitski farmeri u drugom milenijumu pre nove ere, dok je stoka migrirala na sever kroz Afriku i Evropu. Škotska goveda su istorijski bila od velikog značaja za ekonomiju, jer je stoka uzgajana prvenstveno radi mesa i prodavana u Engleskoj.
Knjiga krda iz 1885. opisuje dva različita tipa gorskih goveda. Jedan je bio zapadno gorsko goveče, odnosno Kajlo, čiji pripadnici vode poreklom i žive uglavnom u Spoljnim Hebridima, koji su imali oštrije uslove. Ova stoka je obično bila manja, crne boje i, zbog svog robusnijeg okruženja, imala je dugu dlaku. Ova stoka je dobila ime po praksi preseljenja. Kajli su uski tesnaci vode, a stoka je terana preko njih da bi stigla na tržište.
Druga vrsta je bila kopnena; ova goveda su obično bila veća, jer su im pašnjaci pružali bogatije hranjive sastojke. Dolazila su u raznim bojama, najčešće sivosmeđoj ili crvenoj. Ovi tipovi su sada ukršteni tako da ne postoji jasna razlika.
Od ranog 20. veka, uzgojni stok je izvožen u mnoge delove sveta, posebno u Australiju i Severnu Ameriku. Procenjuje se da u Velikoj Britaniji danas živi oko 15.000 planinskih goveda.

### Škotska
Prvobitno su mali farmeri držali škotska goveda kao kućne krave za proizvodnju mleka i mesa. Registar škotskih goveda („knjiga krda”) uspostavljen je 1885. godine. Ovo je najstarija knjiga krda na svetu, što ih čini najstarijom registrovanom stokom na svetu. Iako se grupa goveda uglavnom naziva krdo, grupa gorskih goveda poznata je kao „fold”. To je zato što je zimi stoka držana u otvorenim skloništima od kamena zvanim fold, kako bi se zaštitila od vremenskih prilika tokom noći. U Škotskoj su bili poznati i kao kajloi.
Kraljica Elizabeta je 1954. godine naredila da se škotska goveda čuvaju u zamku Balmoral, gde se i danas drže.

### Kanada
Brdsko govedo je prvi put uvezeno u Kanadu tokom 1880-ih. Donald A. Smit, lord Stratkona iz Vinipega, Manitoba, i Robert Kembel iz Stratklera, Manitoba, uvezli su po jednog bika. U Novoj Škotskoj je takođe bilo planinskih goveda tokom 1880-ih. Međutim, njihov broj je bio mali sve do 1920-ih kada je počeo masovni uzgoj i uvoz. Tokom 1950-ih goveda su uvožena i izvožena iz Severne Amerike. Kanadsko planinsko stočarsko društvo je zvanično registrovan 1964. godine i trenutno registruje sva rasna goveda u Kanadi. Krajem 1990-ih, došlo je do znatne trgovine semenom i embrionima između Ujedinjenog Kraljevstva i Kanade. Međutim, to je stalo, uglavnom zbog izbijanja BSE (bolesti kravljeg ludila) u Ujedinjenom Kraljevstvu. Danas se planinska goveda uglavnom nalaze u istočnoj Kanadi. Godine 2001, populacija Kanade i Sjedinjenih Američkih Država zajedno procenjena je na 10,000.:244

### Danska
Dansko planinsko stočarsko društvo je osnovano 1987. godine da promoviše najbolje prakse za uzgoj i brigu o planinskom govedu, i da promoviše uvođenje ove rase u Dansku.

### Finska
Klub planinskog goveda Finske osnovan je 1997. Njihove rodovne knjige pokazuju uvoz planinskog goveda u Finsku, koji datira još od 1884. Finski klub navodi da je 2016. godine u Finskoj bilo 13000  planinskih goveda.

### Sjedinjene Države
Prvi zapis o uvozu planinskog goveda u Sjedinjene Države bio je kasnih 1890-ih. Američko udruženje planinskih goveda je prvi put organizovano 1948. godine kao Američko udruženje uzgajivača škotskih goveda i sada ima oko 1.100 članova.

## Tolerantnost na hladnoću
Sva evropska goveda se relativno dobro nose sa niskim temperaturama, ali planinsko govedo je opisano kao „skoro jednako otporno na hladnoću kao karibu i irvasi koji žive na Arktiku“. Nasuprot tome, zbog svoje guste dlake, oni su mnogo manje tolerantni na toplotu od goveda zebu, koje su poreklom iz južne Azije i prilagođenа su vrućoj klimi. Brdsko govedo je uspešno uspostavljeno u zemljama gde su zime znatno hladnije od Škotske, kao što su Norveška i Kanada.:200

## Društveno ponašanje
Krdo poludivljeg planinskog goveda proučavan je tokom perioda od 4 godine. Utvrđeno je da goveda imaju jasnu strukturu i hijerarhiju dominacije, što smanjuje agresivnost. Društveni položaj zavisi od starosti i pola, pri čemu su starija goveda dominantna nad teladima i mlađim govedima, a mužjaci dominantni nad ženkama. Mladi bikovi će dominirati odraslim kravama kada dostignu oko 2 godine starosti. Telad od najbolje rangiranih krava su dobijala viši društveni status, uprkos minimalnoj intervenciji njihove majke. Igra borbe, lizanje i zaskakivanje su viđeni kao prijateljski kontakt.

## Galerija
- Dvomesečno telo škotskog govečeta
- Škotske krave crne dlake
- Dlaka škotskog govečeta pruža zaštitu tokom hladne zime.
- Telad na paši
- Snimak glave škotskog govečeta

## Literatura
- James Wilson (1909), „ch. VIII The Colours of Highland Cattle”, The Scientific Proceedings of the Royal Dublin Society, Royal Dublin Society
- Schmutz, S. M.; Dreger, D. L. (2013). „Interaction of MC1R and SILV alleles on solid coat colors in Highland Cattle”. Animal Genetics. 44 (1): 9—13. PMID 22524257. doi:10.1111/j.1365-2052.2012.02361.x.
- Reinhardt, Catherine;  . (1986). „Social behaviour and reproductive performance in semi-wild Scottish Highland cattle”. Applied Animal Behaviour Science. 15 (2): 125—136. doi:10.1016/0168-1591(86)90058-4.
- Clutton-Brock, T. H.; Greenwood, P. J.; Powell, R. P. (1976). „Ranks and Relationships in Highland Ponies and Highland Cows”. Zeitschrift für Tierpsychologie. 41 (2): 202—216. PMID 961125. doi:10.1111/j.1439-0310.1976.tb00477.x.

## Spoljašnje veze
- Australija:
- Austrija:
- Kanada:
- Danska:
- Francuska:
- Nema;ka:
- Novi Zeland:
- Ujedinjeno Kraljevstvo:
- Sjedinjene Države:
- Slovenija: